# Purpurmartorn
Purpurmartorn (Eryngium leavenworthii) är en växtart i släktet martornar och familjen flockblommiga växter. Den beskrevs av John Torrey och Asa Gray 1840.
Purpurmartornen är en perenn ört som förekommer från Kansas till Texas i centrala USA. Den odlas även som prydnadsväxt.